# Francesco Bosi
Francesco Bosi (Piacenza, 7 aprile 1945 – Firenze, 4 luglio 2021) è stato un politico italiano.

## Biografia
Intraprende la carriera politica nella Democrazia Cristiana, per la quale è eletto al Consiglio regionale della Toscana nel 1990. Dopo la fine della Dc aderisce al Centro Cristiano Democratico, per il quale è eletto senatore nel 1996 e nel 2001. Diventa sottosegretario alla Difesa nel governo Berlusconi II ed è riconfermato nel governo Berlusconi III.
Nel 2006 passa alla Camera, risultando eletto per l'Unione dei Democratici Cristiani e di Centro; mantiene la suddetta carica nel 2008.
Dal 2001 al 2011 è stato sindaco di Rio Marina, comune dell'Isola d'Elba, in provincia di Livorno.
Si candida alle elezioni regionali in Toscana del 2010 per l'UdC, ottenendo il 4,6%.